# Snacks de tele
Snacks de Tele fue un programa de televisión emitido semanalmente en Cuatro en que diversos tertulianos comentan algunos videos de internet y de diferentes programas de Mediaset España con un tono irónico y crítico, desde el humor. El formato, que cuenta con diversos tertulianos populares en las redes sociales y Youtube, y producido por La Fábrica de la Tele, se emitió entre el 15 de julio y el 2 de septiembre de 2017. Tras ocho entregas emitidas, el 6 de septiembre de 2017, el grupo Mediaset España anunció la cancelación del programa tras sus bajas audiencias en el prime time de la cadena (su última entrega emitida cosechó un 1,8% de audiencia).

## Formato
Grabado en las instalaciones de La Fábrica de la Tele en Madrid, y con 45 minutos de duración, cada semana algunos tertulianos visualizan diversos videos colgados en Internet y trozos de programas de Telecinco y Cuatro para criticarlos de forma irónica, con un toque de humor. Además, el formato cuenta en cada programa con algunos tertulianos invitados que realizan la misma función que los personajes habituales, y además, hablan con ellos sobre su trayectoria profesional. En sus tres últimas entregas, el formato cambia su mecánica por la de una especie de dating show, en el que César Toral y Eli Martín salen a la calle para saber cuánto se conocen las parejas a través de preguntas que responden a través de una pizarra. En caso de acierto, se llevan un premio económico.

## Equipo

### Colaboradores
- Esty Quesada (Soy una Pringada) - YouTuber (Programa 1 - Programa 5)
- Mayte Valdelomar - Tertuliana de televisión (Programa 1 - Programa 6)
- Chu - Trabajadora Social (Programa 1 - Programa 5)
- Rosa María Cobo - Vidente (Programa 2 - Programa 5)
- César Escaleto - Community Manager de Sálvame (Programa 3 - Programa 8)
- Eli Martín - Reportera de Sálvame (Programa 6 - Programa 8)
- Fede Arias - Reportero (Programa 1 - Programa 5)

#### Antiguos Colaboradores
- Oto Vans - Influencer (Programa 1)
- Karli Gavaldá - Actor y cantante (Programa 1)
- Chusitafashionfever - YouTuber (Programa 1)
- Álex Padilla - Community Manager (Programa 1)
- Diana Aller - Periodista y bloguera (Programa 1)

### Invitados
- Platania Aeternum (Programa 2)
- Xuri Fenton (Programa 2)
- Aarón Guerrero (Programa 2 - Programa 3)
- Mª Carmen Torrecillas (Programa 4)
- Leticia Sabater (Programa 4)
- Álex Casademunt (Programa 4)
- Yurena (Programa 5)
- David Lafuente (Programa 6)

## Programas y audiencias

### Primera temporada: 2017
| N.º (serie) | N.º (temp.) | Título                                                                   | Fecha de emisión        | Audiencia      |
| ----------- | ----------- | ------------------------------------------------------------------------ | ----------------------- | -------------- |
| 1           | 1           | «Estreno»                                                                | 15 de julio de 2017     | 261 000 (3,1%) |
| 2           | 2           | «Soy una Pringada conoce a Chechu»                                       | 22 de julio de 2017     | 302 000 (3,5%) |
| 3           | 3           | «Las caídas en la tele son oro»                                          | 29 de julio de 2017     | 267 000 (3,1%) |
| 4           | 4           | «Álex Casademunt y Soy una Pringada comentan el altercado de Bustamante» | 5 de agosto de 2017     | 384 000 (4,3%) |
| 5           | 5           | «El salseo de Maite Galdeano»                                            | 12 de agosto de 2017    | 254 000 (3,0%) |
| 6           | 6           | «Snacks de amor»                                                         | 19 de agosto de 2017    | 310 000 (3,3%) |
| 7           | 7           | «En busca de la pareja ideal»                                            | 26 de agosto de 2017    | 305 000 (3,1%) |
| 8           | 8           | «El templo del amor»                                                     | 2 de septiembre de 2017 | 239 000 (1,8%) |

## Audiencia media
Estas han sido las audiencias medias del programa Snacks de Tele:
| Edición                      | Programas | Fecha                                         | Cadena | Espectadores | Share |
| ---------------------------- | --------- | --------------------------------------------- | ------ | ------------ | ----- |
| Snakcs de Tele 1.ª temporada | 8         | 15 de julio de 2017 - 2 de septiembre de 2017 | Cuatro | 290 000      | 3,1%  |